# Lapos tavikagyló
A lapos tavikagyló (Pseudanodonta complanata) európai elterjedésű édesvízi kagylófaj.

## Előfordulása
Egész Európában előfordul a Brit-szigetektől Oroszország európai részéig. Legnagyobb létszámban az Egyesült Királyságban és Finnországban található meg. Nagy elterjedtsége ellenére populációi elszigeteltek, fragmentáltak; létszáma a klímaváltozás miatt melegedő vizek és a vízszennyezés miatt csökkenőben van. Becslések szerint az utóbbi 45 évben több mint 30%-kal csökkentek a populációi. Németországban és Lengyelországban kritikusan veszélyeztetett faj, Szlovákiában a Duna két pontjáról ismert.

## Megjelenése
A lapos tavikagyló 50-80 (ritkán 100) mm hosszú, 35–50 mm széles és 20–30 mm magas. Teknője lapos, ovális, formája nem variábilis. A teknők elülső része rövid, a hátsó kissé kihegyesedő és lefelé irányuló. A hímek nagyobbak a nőstényeknél, a hermafroditák nagyon ritkák.

## Életmódja

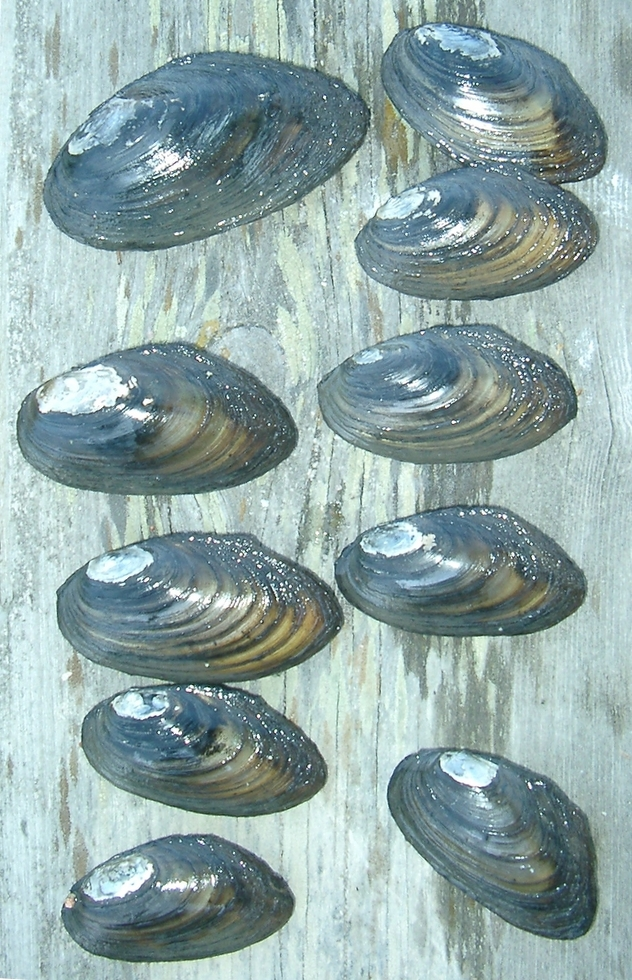
Lapos tavikagylók

A lapos tavikagyló lassan mozgó síkvidéki folyókban, holtágakban, tavakban él, lehetőleg ott, ahol az aljzat iszapos. Általában 1-11 méter mélyen fordul elő. Különösen érzékeny - főleg a fiatal példányok - a vízszennyezésre és az eutrofizálódásra. Szaporodási időszaka májusra esik, a megtermékenyített peték a nőstények kopoltyújának védelmében fejlődnek glochidia-lárvává június-augusztusban, majd szeptemberben éretté válnak és a többi tavikagylóhoz hasonlóan teknőikkel csapkodva egy halhoz úsznak és bőrébe-kopoltyújába kapaszkodva befúrják magukat, ahol körülöttük hamarosan egy ciszta formálódik. A lapos tavikagyló gazdaállatai a sebes pisztráng, a szivárványos pisztráng, a csapósügér, a tüskés pikó, a kilenctüskés pikó, a vágó durbincs és a süllő. A lárvák a következő év áprilisában fúrják ki magukat a halból és a fenékre hullva felnőtt kagylóvá alakulnak. Egy nőstény a méretétől függően 5-50 ezer lárvát is felnevelhet. A nemek aránya a kagylónál 2,5:1 a nőstények javára.
Magyarországon védett, természetvédelmi értéke 5000 Ft.